# Guitar (албум)
Guitar е албум на Франк Запа, издаден през 1988 г. Той последва Shut Up 'n Play Yer Guitar (1981) и също като него, включва китарни сола на Запа от изпълнения на живо в периода 1979 – 1984. Guitar първоначално е издаден като двоен албум от 19 песни, като част от Barking Pumpkin, а през 1995 г. е разшитен на 32 песни и е преиздаден от Rykodisc.
Guitar носи на Запа шестата му номинация за Грами в категорията „Най-добро рок инструментално изпълнение“.
Алтернативни версии на Guitar са включени в компилацията от 1987 The Guitar World According to Frank Zappa. Любопитно е, че ремиксирана версия на Sexual Harassment In The Workplace се използва като музикален фон в редица порно филми.

### Оригинално издание

#### Страна едно
1. Sexual Harassment in the Workplace – 3:42
2. Republicans – 5:08
3. Do Not Pass Go – 3:37
4. That's Not Really Reggae – 3:17
5. When No One Was No One – 4:41

#### Страна две
1. Once Again, without the Net – 3:58
2. "Outside Now (оригинално соло)" – 5:29
3. "Jim & Tammy's Upper Room" – 3:11
4. Were We Ever Really Safe in San Antonio? – 2:50
5. That Ol' G Minor Thing Again – 4:39

#### Страна три
1. Move It or Park It – 5:43
2. Sunrise Redeemer – 3:53
3. But Who Was Fulcanelli? – 2:58
4. For Duane – 3:25
5. GOA – 4:46

#### Страна четири
1. Winos Do Not March – 3:14
2. Systems of Edges – 5:32
3. Things That Look Like Meat – 6:55
4. Watermelon in Easter Hay – 4:00

### Пре-издадена версия от 1995

#### Диск едно
1. Sexual Harassment in the Workplace – 3:42
2. Which One Is It? – 3:04
3. Republicans – 5:07
4. Do Not Pass Go – 3:36
5. Chalk Pie – 4:51
6. In-A-Gadda-Stravinsky – 2:50
7. That's Not Really Reggae – 3:17
8. When No One Was No One – 4:48
9. Once Again, without the Net – 3:43
10. "Outside Now (оригинално соло)" – 5:28
11. "Jim & Tammy's Upper Room" – 3:11
12. Were We Ever Really Safe in San Antonio? – 2:49
13. That Ol' G Minor Thing Again – 5:02
14. Hotel Atlanta Incidentals – 2:44
15. That's Not Really a Shuffle – 4:23
16. Move It or Park It – 5:43
17. Sunrise Redeemer – 3:58

#### Диск две
1. "Variations on Sinister #3" – 5:15
2. Orrin Hatch on Skis – 2:12
3. But Who Was Fulcanelli? – 2:48
4. For Duane – 3:24
5. GOA – 4:51
6. Winos Do Not March – 3:14
7. Swans? What Swans? – 4:23
8. Too Ugly for Show Business – 4:20
9. Systems of Edges – 5:32
10. Do Not Try This at Home – 3:46
11. Things That Look Like Meat – 6:57
12. Watermelon in Easter Hay – 4:02
13. Canadian Customs – 3:34
14. Is That All There Is? – 4:09
15. It Ain't Necessarily the Saint James Infirmary (Джордж Гершуин, Ира Гершуин, Дюбос Хейуърт / Джо Праймроус) – 5:15